# Makum
Makum is een dorp in het district Tinsukia van de Indiase staat Assam. 

## Demografie
Volgens de Indiase volkstelling van 2001 wonen er 15.058 mensen in Makum, waarvan 53% mannelijk en 47% vrouwelijk is. De plaats heeft een alfabetiseringsgraad van 68%. 